# Yūsuke (cantante)
Yūsuke  (ユウスケ?), pseudonimo di Yūsuke Kuniyoshi (国吉 祐輔?, Kuniyoshi Yūsuke; Okinawa, 25 gennaio 1985), è un cantautore e rapper giapponese, famoso per la sua militanza negli High and Mighty Color.

## Biografia

### High and Mighty Color
È stato cantante degli High and Mighty Color dal 2003 (quando ancora si chiamavano Anti-Nobunaga) fino al loro scioglimento nel 2010. È noto soprattutto per il suo rapping nelle canzoni della band, ma anche peri i suoi scream (nei crediti degli album indicati come Machinegun Vox), ma si è anche cimentato in cantati melodici. Il cantante inizialmente rifiutò la proposta di MEG di unirsi alla band perché desiderava intraprendere una carriera solista, ma si ricredette presto e accettò la proposta. Il suo contributo fu molto importante per il gruppo, arrivando a scrivere da solo i testi di quasi tutte le tracce dell'album Rock Pit (e tutte quelle del successivo Swamp Man in coppia con HALCA).

### Solista
Come solista, nel 2003 Yūsuke ha collaborato con la disc jockey Alexandra, cantando i brani Union (With Your Light) e Empire of the Struggle, i quali ebbero un discreto successo radiofonico. Successivamente furono inseriti, rispettivamente, nelle compilation O Tameshi Deisuku 2 e Paraoka Respect Special.
Nel 2007 collaborò con Tama, ex-bassista dei Porno Graffitti, al singolo Honnō (ホンノウ?), pubblicato il 29 maggio.

### Sun of a Starve
Dopo lo scioglimento degli HaMC, nel gennaio 2012 Yūsuke ha formato una nuova band, i SUN OF A STARVE. La band debuttò il 22 febbraio 2012 con l'EP STARVE, seguito a breve distanza dal singolo Hexagram, pubblicato il 2 marzo. Lo stile adottato con questa band è molto differente rispetto a quello intrapreso con gli HaMC: nella nuova band Yūsuke si cimenta principalmente in cantati melodici, spezzati ogni tanto da qualche scream, e sono praticamente assenti delle parti rappate.

### Syn
Nel periodo settembre-dicembre 2012 Yūsuke è stato membro (seppur esterno) dei SYN, in sostituzione del precedente "death vocalist" Gunji, che lasciò la band il 31 dicembre 2011. Ricopriva il ruolo insieme ad un secondo cantante, anch'egli membro esterno, Ippei Takahashi (cantante dei be seeing so words e degli Zaz'gogoogngm Second Season, ed ex-Bleedead).

## Influenze
Yūsuke ha spesso accreditato i Metallica come una delle sue influenze musicali più importanti.

## Discografia

### High and Mighty Color
- 2005 – G∞VER
- 2006 – Gō on Progressive
- 2007 – San
- 2008 – Rock Pit
- 2009 – Swamp man

### Sun of a Starve
Album
- 2012 – Starve

Singoli
- 2012 – Hexagram

### Altre apparizioni
- AA.VV. – O Tameshi Deisuku 2 (2003)
- AA.VV. – Paraoka Respect Special (2003)
- Tama – Honnō (2007)
- Tama – Natural Born (2007)
- AA.VV – BleCon 〜Bleach Concept Covers〜 (2010)